# Marcello Jori
Marcello Jori (* 12. prosince 1951 Merano) je italský výtvarník. Vystavoval mimo jiné na Benátském bienále, Pařížském bienále či Římském kvadrienále, stejně jako například ve Frankfurtu, Londýně a řadě italských měst. Roku 1992 se účastnil výstavy Psycho kurátora Christiana Leigha v New Yorku. V roce 2013 měl výstavu La Gara della Bellezza v Museionu v Bolzanou. Roku 2015 proběhla výstava Le Grand Jour à l'Ile de la Grande Jatte, jejímž kurátorem byl Bruno Corà.